# クライヌリッシュ蒸留所
クライヌリッシュ蒸留所（クライヌリッシュじょうりゅうじょ、Clynelish Distillery [klaɪnˈlɪʃ]）はスコットランドのハイランドにあるスコッチ・ウイスキーの蒸留所。蒸留されるウイスキーは「ワクシー」と評されるようなリッチで深みのある味わいが特徴で、ジョニーウォーカーのブレンド原酒として使われているほか、シングルモルトウイスキーとしても高い評価を得ている。
もともとのクライヌリッシュ蒸留所であり、1983年に閉鎖された「ブローラ蒸留所」（ブローラじょうりゅうじょ、Brora Distillery）についても本項目で説明する。

## 歴史

### 創業の背景
クライヌリッシュ蒸留所はのちに初代サザーランド公爵となるスタッフォード侯爵によって1819年にサザランドのブローラ村で創業された。初代サザーランド公爵は広大な領地を所有しており、領地の小作人が作った大麦を有効活用し、密造を対策することが創業の理由であった。周辺地域で石炭とピートが産出するためウイスキーの製造に適した地でもあった。また、この頃は定期帆船や新たに開発された蒸気船によってスコットランドの海運事情が大幅に改善しており、ハイランド地方から南部に向けたウイスキーの輸出が容易になったことで、ハイランド地方における密造所の取り締まりと合法蒸留所の建設がさかんに行われていた時期でもある。

### 経営者の変遷
創業後はさまざまな経営者に貸し出された。最初にクライヌリッシュを借り受けたのはジェームズ・ハーパーで、1827年に差し押さえられた。その後はスコッチウイスキー蒸留所の例に漏れず次々と経営者が変わっていく。1827年にジョン・マセソンへ、1828年にジェームズ・ハーパーへ、1834年にアンドリュー・ロスへ、1846年にジョージ・ローソンの手に渡った。1896年にはグラスゴーのブレンダーであるジェームズ・エインスリーとジョン・リスクが1/2ずつ権利を取得して蒸留所を再建した。この頃イギリスの景気が回復傾向にあったためさまざまな蒸留所で拡張の動きがあり、クライヌリッシュの再建もその流れを汲むものであった。1912年にはジェームズ・エインスリーが破産し、その株式をディスティラーズ・カンパニー（DCL社）が得た。1916年にはジョン・ウォーカー＆サンズが株式の一部を取得し、1925年にはDCLとジョン・ウォーカー＆サンズの合併によりDCLの傘下となった。その後不況のあおりを受けて1931～1939年は生産が停止した。当時クライヌリッシュはすでにブレンド原酒として高い評価を得ており、ジョン・ウォーカー＆サンズによる株式取得は主にブレンド用原酒を確保する目的で行われたが、ジョージ・セインツベリー『Notes on a Cellar-Book』（1920年）ではシングルモルトとしても好意的に評価されていた。

### 新蒸留所の建設
第二次世界大戦後の1960年代には主にアメリカでスコッチ・ウイスキーの大ブームが起きており、スコッチ業界では蒸留所の拡張がさかんに行われていた。クライヌリッシュの需要も高まっていたが、この当時のクライヌリッシュはポットスチルが1対のみであったため、生産能力を向上させる必要があった。そこで1967年、同じ敷地内に新しいクライヌリッシュ蒸留所が建設された。生産能力の向上のため近代的な生産設備が導入され、ポットスチルも6基設置された。ただしポットスチルの形状や麦芽、仕込み水、熟成庫はそれまでと一切変わらなかった。新蒸留所を「クライヌリッシュA」、旧蒸留所を「クライヌリッシュB」と呼んでどちらも稼働した時期があったが、旧蒸留所は1968年8月に生産を停止し、翌1969年に「ブローラ蒸留所」（ブローラじょうりゅうじょ、Brora Distillery）と改名して、生産が再開されることになった。ブローラはクライヌリッシュが位置する村の名前であり、古ノルド語で「橋のある川」を意味する。ブローラについては「#ブローラ蒸留所」を参照のこと。
ブローラ蒸留所はその後も操業を続けていたが、ジョニーウォーカーが急激に売上を伸ばしていたことや、アイラ島で干ばつが起きたこと、カリラ蒸留所が1972～1974年にかけて改修工事を行っていたことなどが原因でピート風味の強いウイスキーが不足する事態を受けて、それまで作っていたウイスキーから一転してヘビリーピーテッド麦芽（フェノール値35-40 ppm）を使ったウイスキーを生産し始めることになった。このヘビリーピーテッド麦芽による仕込みは70年代なかば頃のみであり、期間にして6～7年程度だと考えられている。しかし、その後は一転してウイスキーの売れない時代が訪れる。70年代後半になるとブローラの生産は不安定になり、1983年をもって閉鎖されることになった。

### ブローラの再建
閉鎖したブローラの原酒は1990年代以降「レアモルト」シリーズとして販売されてきたほか、2002年以降は「スペシャルリリース」や2019年のクライヌリッシュ創業200周年ボトルとして定期的にリリースされている。
ブローラの閉鎖後もクライヌリッシュは操業を続けている。ディアジオは2018年に総額1億8500万ポンドをかけてジョニーウォーカーのキーモルトである4蒸留所にビジターセンターを開設するなどの大幅な改修を行ったが、クライヌリッシュはハイランド地方におけるキーモルトとして位置づけられた。
2017年にディアジオはブローラの再建を発表した。これはディアジオが所有する閉鎖蒸留所のブローラとポートエレン蒸留所を再建する計画であり、その費用は総額3500万ポンドであった。建物は旧ブローラを再利用し、ポットスチルも閉鎖前のものを完全に再現したものを2基設置されることになった。その後2021年3月に初めてポットスチルが稼働、そして同年5月9日に新ブローラで初めてニューポットが樽詰めされた。実に38年ぶりの復活であった。

## 製造

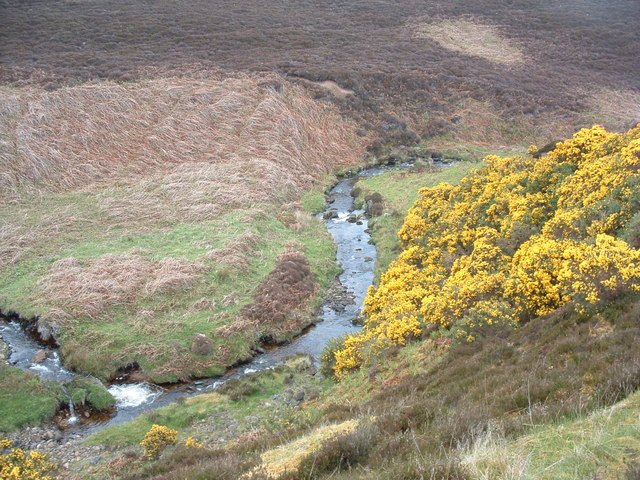
クラインミルトン川

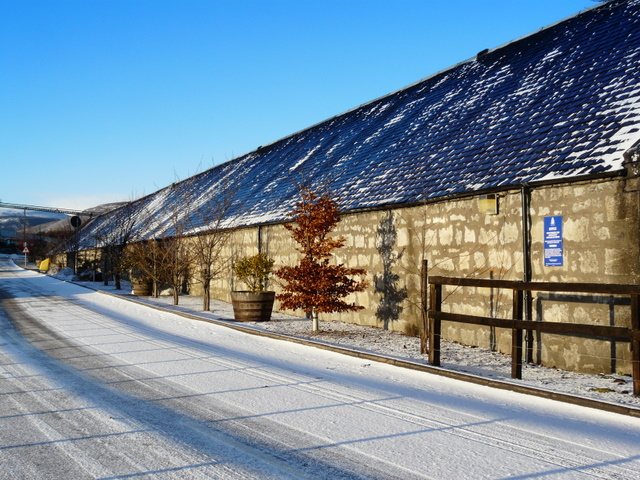
クライヌリッシュの熟成庫

クライヌリッシュの年間生産能力は480万リットルで、ハイランド地方のウイスキー蒸留所としては比較的大きいほうである。

### 製麦・仕込み・発酵
麦芽はディアジオ系列のバーグヘッド・モルティングスのものが主で、ノンピートのものを使用している。品種はロリエット種が主。週に230～240トンもの麦芽が消費される。
仕込みは1回あたり12.5トンの麦芽を消費し、マッシュタン（糖化槽）はステンレス製で最新鋭のフルロイタータンである。得られる麦汁は5万6000リットル。仕込み水はクラインミルトン川から採水されている。
ウォッシュバック（発酵槽）は合計10基で、内訳はオレゴンパイン製が8基、ステンレス製が2基である。酵母にはケリー社製の液体イーストを使用しており、ウォッシュバックひとつあたりに20リットルを投入する。発酵時間は80時間と長めであり、できあがるもろみはアルコール度数9%ほどである。

### 蒸留
ウォッシュバックで作られたもろみは一度ウォッシュチャージャーに貯められ、一定量貯まったところで同時に初留器3つに充填される。その量は1基あたり13,900リットル。
ポットスチルは全部で6基。内訳は初留器と再留器がそれぞれ3基ずつである。形状はすべてボール型で、ネックは短いが幅広である。加熱方法は蒸気による間接加熱式で、冷却方式はシェル＆チューブのコンデンサーである。また、クライヌリッシュの大きな特徴として再留器が初留器より大きい点がある。一度の蒸留で19,000リットルの初留液が注がれ、その分蒸留時間も長いが、ポットスチルの銅と触れる時間が長いおかげで硫黄臭などの不純物がより除去され、スムースな味わいにつながっているとされている。
また、クライヌリッシュのワックスのような味わいは蒸留過程が由来だと考えられている。ウイスキーの製造では一般的に、再留でできた蒸留液は「ヘッド」「ハート」「テール」の3つに分けられ、「ハート」がニューポットとして樽詰めされる一方、「ヘッド」と「テール」は再留器に戻されてローワイン（初留液）と共にふたたび再留にかけられる。また、「ヘッド」「ハート」「テール」はすべて同じタンクで受けるのが一般的であるため、次工程の蒸留液が出てくる前にタンクは空にされる。しかし、クライヌリッシュは「ハート」、すなわちニューポットを受けるタンクが独立しているため、「ヘッド」と「テール」を受けるタンクを毎回空にする必要がない。そのため「ヘッド」と「テール」はローワインへと混ぜられるまでタンクの中でしばらく貯め置かれることになり、タンクの中にはさまざまな成分を含んだ沈殿物が溜まっていく。そしてこの沈殿物がワックスのような味わいの元になるとされている。

### 熟成
熟成には主にバーボン樽が使われ、少量のみシェリー樽が使われる。熟成庫はダンネージ式で、現在は6,500樽ほどが貯蔵されている。それ以外はすべてファイフにある集中熟成庫に運ばれる。

## 製品
クライヌリッシュは年間生産能力が480万リットルと比較的大きい蒸留所であるが、ジョニーウォーカーなどのブレンデッドウイスキー用原酒として重宝されているため、シングルモルトウイスキーとして一般に出回っているオフィシャルボトルは「クライヌリッシュ14年」しかない。初期（1991年）はディアジオ社の前身、UD（ユナイテッド・ディスティラーズ）の「花と動物シリーズ」としてリリースされた。原酒のうちシングルモルトに回される割合は2014年時点でわずか5%未満だとされている。

### 現行のラインナップ

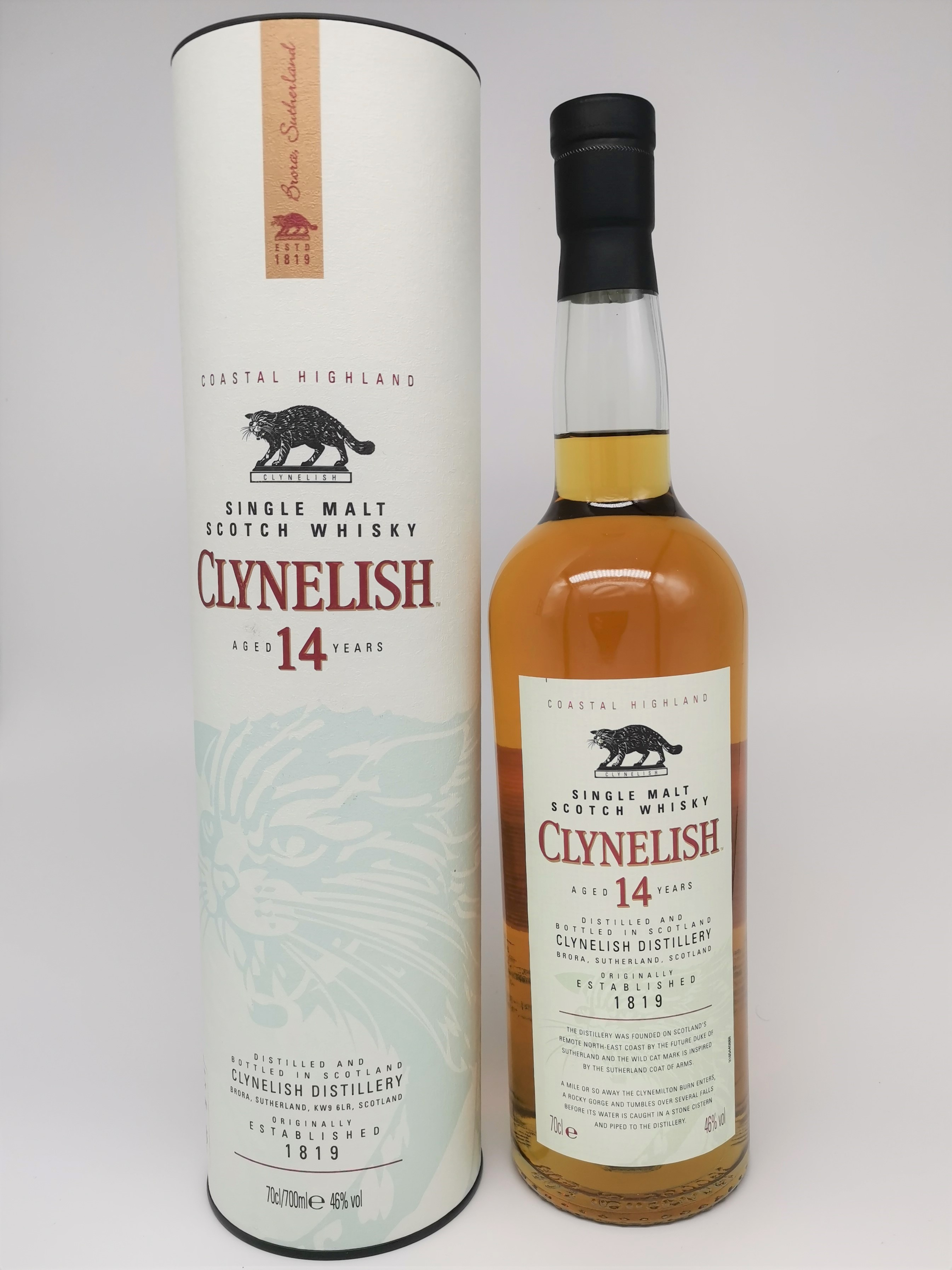
クライヌリッシュ14年
甘くフローラルな香り、沿岸の香味、アイランズ・ウイスキーのような風味を持つ。現行のボトルは2002年より発売された。過去の「花と動物シリーズ」も現行のボトルもそれぞれヤマネコのイラストが描かれたラベルが特徴的で、これは創業者であるサザーランド公爵家の副紋章が由来である。スコットランドにおけるヤマネコは峡谷の岩肌に住み、ウサギやライチョウなどを捕食している。

### 使用されているブレンデッドウイスキー
- ジョニーウォーカー[1]
  - ジョニーウォーカー ゴールドラベル[33]
- ブラック&ホワイト（英語版）[1]
- ブルーハンガー[34]

## 評価
ウイスキーマガジンのライターのガヴィン・スミスは「クライヌリッシュの酒質を表すキーワードは、「ワックス」と「ハチミツ」」と評している。
評論家のマイケル・ジャクソンはクライヌリッシュのハウススタイルを「ハウススタイル：海藻、スパイシー。マスタード＆オイル。ローストビーフのサンドイッチと一緒に。」と評しており、海沿いであるがゆえの香りと味わいがその魅力のひとつであるとしている。
評論家の土屋守は「シルクのようになめらかでコクがあり、深く豊かな余韻が味わえる。食前、食後を問わないすぐれたオールラウンダーで、知る人ぞ知る通好みの一本である。」と評しているほか、オフィシャルボトルの「クライヌリッシュ14年」を次のようにテイスティングしている。
ジョニーウォーカーの6代目マスターブレンダーであるジム・ビバレッジはクライヌリッシュをタリスカーと共にジョニーウォーカーの原酒として最重要視しているという。また、ジョニーウォーカーのシニア・グローバル・ブランド・アンバサダーであるユアン・ガンは「クライヌリッシュの特性は、ディアジオの他の蒸溜所では表現できないもの。だからブレンダーにとって必要不可欠な存在なんです。」と評している。

## ブローラ蒸留所
「ブローラ蒸留所」（ブローラじょうりゅうじょ、Brora Distillery）はスコットランドのハイランドにあるスコッチウイスキーの蒸留所。沿革については「#歴史」を参照のこと。

### 製造
2021年に再稼働を始めた新ブローラは、古いデータから情報を探し出したり閉鎖前の設備をなるべく再利用したり、なるべく閉鎖前を再現するようにしているという。年間生産能力は80万リットル。

#### 製麦・仕込み・発酵
麦芽はクライヌリッシュと同じくノンピートのロリエット種を用い、1回あたり6トンを消費する。少量のみピーテッド麦芽による仕込みも行われる。麦芽を粉砕するミルは当時使っていたものが残っていなかったので、ポーティアス社の1950年製のミルを導入した。
マッシュタン（糖化槽）は閉鎖前は鋳鉄製のものが使われていたが、再開後ではステンレス製で旧式のプラウ＆レイキを採用したものが設置された。1回で得られる麦汁は22,800リットルで、これは閉鎖前とまったく同じである。
ウォッシュバック（発酵槽）も閉鎖前と同じオレゴンパイン製のものが6基ある。酵母は当時と異なりケリー社の液状イーストを使用。発酵時間は長めの120時間で、もろみの度数は8～9%。

#### 蒸留
ポットスチルは閉鎖前と同じく2基で、もともと使われていたスチルのうちまだ使える部分を再利用して新たなスチルを作成した。閉鎖前のスチルは直火焚きでスチルの銅が厚めだったおかげで再利用が可能だったという。加熱方法は閉鎖前と異なり蒸気による間接加熱式が採用された。容量は初留器が14,400リットル、再留器が13,500リットル。冷却方式は閉鎖前と変わらない木製の屋外ワームタブだが、冷却水の温度調節機能が追加されており、これによって酒質を造り分けられるようになった。形状、容量は閉鎖前とまったく同じである。

#### 熟成
蒸留所内で樽詰めされ、熟成もすべて蒸留所のウェアハウスで行われる。

### 評価
評論家のマイケル・ジャクソンは旧ブローラの味わいを「ピート、ラノリン、濡れたキャンバス、時たま、ほのかに塩水の匂いがする」と評している。また、ザ・スコッチモルトウイスキー・ソサイエティはピートの効いた旧ブローラの味わいを「北のラガヴーリン」と評している。
評論家の土屋守はオフィシャルボトルの38年物（アルコール度数48.6%）を下記のようにテイスティングしている。